# Zirndorf
Zirndorf est une ville allemande située en Bavière et chef-lieu de l'arrondissement de Fürth.

## Histoire
| Appartenances historiques Burgraviat de Nuremberg 1306–1398 Principauté d'Ansbach 1398–1792 Royaume de Prusse 1792–1806 Royaume de Bavière 1806–1918 République de Weimar 1918–1933 Reich allemand 1933–1945 Allemagne occupée 1945–1949 Allemagne 1949–présent |

## Économie
Geobra Brandstätter (fabricant de Playmobil) et Metz ont leur siège social à Zirndorf.